# Grippe A (H1N1) de 2009-2010 par pays
|       | Décès confirmés |
| ----- | --------------- |
| Total | 17 171          |

| États-Unis                                         | 3 132 |  |  |
| Brésil                                             | 1 705 |  |  |
| Inde                                               | 1 296 |  |  |
| Mexique                                            | 1 035 |  |  |
| Chine                                              | 775   |  |  |
| Turquie                                            | 627   |  |  |
| Argentine                                          | 626   |  |  |
| Russie                                             | 602   |  |  |
| Canada                                             | 427   |  |  |
| Royaume-Uni                                        | 411   |  |  |
| France                                             | 323   |  |  |
| Espagne                                            | 300   |  |  |
| Égypte                                             | 267   |  |  |
| Italie                                             | 228   |  |  |
| Allemagne                                          | 226   |  |  |
| Ukraine                                            | 213   |  |  |
| Pérou                                              | 210   |  |  |
| Colombie                                           | 205   |  |  |
| Thaïlande                                          | 201   |  |  |
| Corée du Sud                                       | 194   |  |  |
| Australie                                          | 191   |  |  |
| Pologne                                            | 173   |  |  |
| Chili                                              | 155   |  |  |
| Syrie                                              | 152   |  |  |
| Japon                                              | 149   |  |  |
| Iran                                               | 147   |  |  |
| Venezuela                                          | 132   |  |  |
| Grèce                                              | 129   |  |  |
| Arabie saoudite                                    | 128   |  |  |
| Roumanie                                           | 121   |  |  |
| Hongrie                                            | 119   |  |  |
| Équateur                                           | 117   |  |  |
| Portugal                                           | 106   |  |  |
| République tchèque                                 | 98    |  |  |
| Slovaquie                                          | 95    |  |  |
| Afrique du Sud                                     | 93    |  |  |
| Israël                                             | 87    |  |  |
| Serbie                                             | 81    |  |  |
| Malaisie                                           | 77    |  |  |
| Hong Kong                                          | 68    |  |  |
| Maroc                                              | 61    |  |  |
| Bolivie                                            | 59    |  |  |
| Viêt Nam                                           | 58    |  |  |
| Algérie                                            | 57    |  |  |
| Pays-Bas                                           | 56    |  |  |
| Cuba                                               | 53    |  |  |
| Paraguay                                           | 52    |  |  |
| Corée du Nord                                      | 50    |  |  |
| Costa Rica                                         | 50    |  |  |
| Sri Lanka                                          | 46    |  |  |
| Palestine                                          | 43    |  |  |
| Irak                                               | 42    |  |  |
| Moldavie                                           | 42    |  |  |
| Finlande                                           | 41    |  |  |
| Bulgarie                                           | 40    |  |  |
| Taïwan                                             | 37    |  |  |
| Uruguay                                            | 33    |  |  |
| Philippines                                        | 32    |  |  |
| Salvador                                           | 32    |  |  |
| Lettonie                                           | 31    |  |  |
| Oman                                               | 31    |  |  |
| Danemark                                           | 30    |  |  |
| Géorgie                                            | 30    |  |  |
| Koweït                                             | 30    |  |  |
| Norvège                                            | 29    |  |  |
| Mongolie                                           | 29    |  |  |
| Yémen                                              | 28    |  |  |
| Croatie                                            | 26    |  |  |
| Macédoine                                          | 26    |  |  |
| Suède                                              | 26    |  |  |
| Autriche                                           | 24    |  |  |
| Pakistan                                           | 24    |  |  |
| Tunisie                                            | 24    |  |  |
| République dominicaine                             | 23    |  |  |
| Irlande                                            | 22    |  |  |
| Lituanie                                           | 22    |  |  |
| Biélorussie                                        | 20    |  |  |
| Nouvelle-Zélande                                   | 20    |  |  |
| Belgique                                           | 19    |  |  |
| Jordanie                                           | 19    |  |  |
| Singapour                                          | 19    |  |  |
| Slovénie                                           | 19    |  |  |
| Guatemala                                          | 18    |  |  |
| Suisse                                             | 18    |  |  |
| Afghanistan                                        | 17    |  |  |
| Honduras                                           | 16    |  |  |
| Estonie                                            | 14    |  |  |
| Kosovo                                             | 14    |  |  |
| Albanie                                            | 12    |  |  |
| Macao                                              | 11    |  |  |
| Nicaragua                                          | 11    |  |  |
| Panamá                                             | 11    |  |  |
| Bosnie-Herzégovine                                 | 10    |  |  |
| Chypre                                             | 10    |  |  |
| Indonésie                                          | 10    |  |  |
| Qatar                                              | 10    |  |  |
| Bahreïn                                            | 8     |  |  |
| Île Maurice                                        | 8     |  |  |
| Bangladesh                                         | 7     |  |  |
| Jamaïque                                           | 7     |  |  |
| Monténégro                                         | 7     |  |  |
| Cambodge                                           | 6     |  |  |
| Émirats arabes unis                                | 6     |  |  |
| Liban                                              | 5     |  |  |
| Malte                                              | 5     |  |  |
| Soudan                                             | 5     |  |  |
| Trinité-et-Tobago                                  | 5     |  |  |
| Bahamas                                            | 4     |  |  |
| Barbade                                            | 3     |  |  |
| Luxembourg                                         | 3     |  |  |
| Madagascar                                         | 3     |  |  |
| Azerbaïdjan                                        | 2     |  |  |
| Islande                                            | 2     |  |  |
| Mozambique                                         | 2     |  |  |
| Népal                                              | 2     |  |  |
| Nigéria                                            | 2     |  |  |
| Saint-Christophe-et-Niévès                         | 2     |  |  |
| Samoa                                              | 2     |  |  |
| Sao Tomé-et-Principe                               | 2     |  |  |
| Suriname                                           | 2     |  |  |
| Arménie                                            | 1     |  |  |
| Bermudes                                           | 1     |  |  |
| Brunei                                             | 1     |  |  |
| Ghana                                              | 1     |  |  |
| Îles Caïmans                                       | 1     |  |  |
| Îles Cook                                          | 1     |  |  |
| Laos                                               | 1     |  |  |
| Libye                                              | 1     |  |  |
| Maldives                                           | 1     |  |  |
| Îles Malouines                                     | 1     |  |  |
| Îles Marshall                                      | 1     |  |  |
| Namibie                                            | 1     |  |  |
| Sainte-Lucie                                       | 1     |  |  |
| Îles Salomon                                       | 1     |  |  |
| Tonga                                              | 1     |  |  |
| Tanzanie                                           | 1     |  |  |
| Nombre de pays et territoires avec des décès = 134 |       |  |  |
|                                                    |       |  |  |
| ECDC                                               |       |  |  |
| v · d · m                                          |       |  |  |

Pour un article plus général, voir Grippe A (H1N1) de 2009.
Cet article présente la situation et les efforts en ce qui concerne la grippe A H1N1 de 2009-2010 par pays et continents, par ordre alphabétique.
Le 16 juillet 2009, à la demande de l'Organisation mondiale de la santé (OMS), les pays ont abandonné le recensement des cas de grippe A (H1N1) pour se concentrer sur l'étude générale de la pandémie.
Au 3 décembre 2009, on recense près de 25 millions de cas confirmés et de l'ordre de 10 000 morts,. Le taux de mortalité se situe donc aux environs de 0,4 pour mille. En 2010, le bilan est en dessous des 20 000 morts.

Épidémie de grippe H1N1 de 2009-2010.
Noir : morts confirmées.
Rouge : infections confirmées.
Orange : cas suspects.

Épidémie de grippe H1N1 de 2009-2010.
500+ cas
50+ cas
5+ cas
1+ cas

Épidémie de grippe H1N1 de 2009-2010.
0 morts
morts suspects
1+ morts
5+ morts
10+ morts
50+ morts
100+ morts

Propagation du virus confirmé Voir aussi : H1N1 live map, WHO updates.

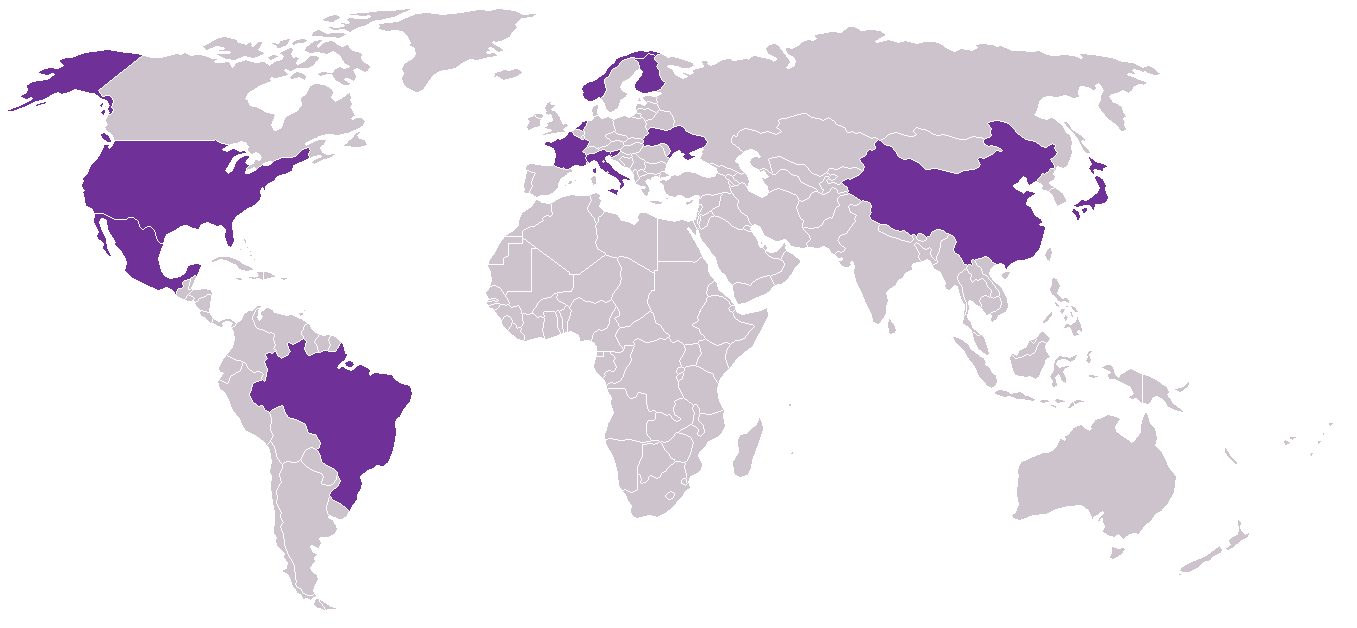
Cas de mutation du virus

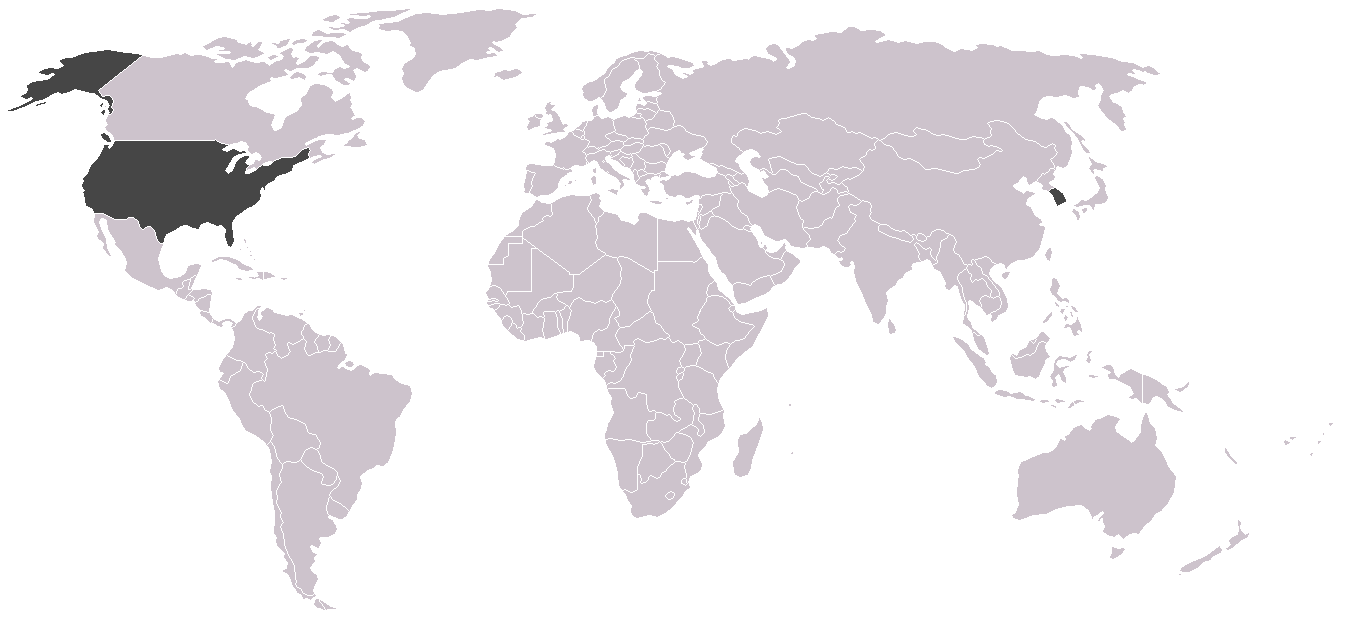
Les doubles infections confirmees

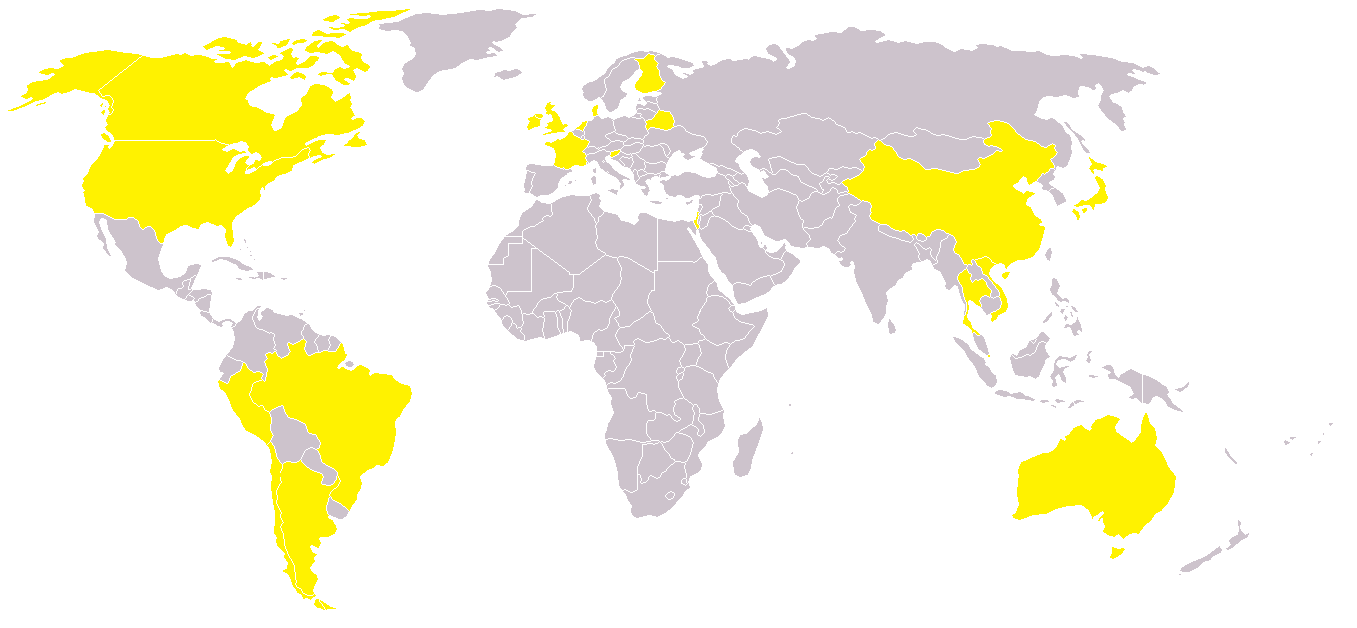
Cas de résistance à Tamiflu

## Pays touchés

### Afrique

Aucun mort
1+ mort
5+ morts
10+ morts
50+ morts
100+ morts

|                                                 |  |                                                         |
| Afriquedécès confirméscas confirméscas suspects |  | Afrique50 000+ cas5 000+ cas500+ cas50+ cas5+ cas1+ cas |

#### Égypte
L'Égypte a décidé le 28 avril 2009 d'abattre la totalité de son cheptel de porcs, environ 250 000 têtes, détenu principalement par la minorité chrétienne, à titre de précaution contre l'apparition de la grippe A dite « porcine » dans son territoire. Cependant, cette "précaution" est totalement inutile et discriminatoire envers la minorité chrétienne, puisque les porcs ne sont plus responsables de la propagation du virus dans le monde.
Le 2 juin 2009, Hatem el-Gabali, ministre de la Santé, annonce le premier cas de grippe A (H1N1) sur le territoire de son pays et donc, de facto, le premier sur le continent africain, dernier continent habité touché.
Au 27 décembre 2010, on compte 16 373 personnes qui sont infectées par ce virus et 281 décès dont 1 172 personnes infectées et 56 morts depuis le 8 octobre 2010.

#### Maroc
Le Maroc annonce les deux premiers cas de contamination du virus A H1N1 le 12 juin 2009. Ils concernent une jeune fille et un jeune homme arrivés du Canada dans le même appareil, et dont l'état de santé est stable et évolue favorablement depuis leur hospitalisation respective au CHU de Fès et au centre hospitalier régional Moulay Youssef de Casa-Anfa à Casablanca.
Le Maroc a mis à ses frontières des caméras thermiques afin d'éviter la propagation du virus.
Le Maroc a enregistré jusqu'au 28 août 2009, 134 cas confirmés, et tous ces cas étaient chez des marocains résidents à l'étranger; leur état de santé est stable et évolue favorablement depuis leur hospitalisation respective.
Le Maroc a enregistré jusqu'au 29 octobre 2009, 397 cas confirmés, dont 145 élèves et étudiants de différents établissements du Royaume. Seule Casablanca a enregistré le 29 octobre 2009 51 cas. Le ministère de la Santé et les établissements scolaires prennent les précautions nécessaires.
Au 24 décembre 2009 le Maroc compte 2 806 cas de grippe A H1N1 et 45 morts.
Le 10 décembre 2009, le Maroc lance le programme de vaccination à grande échelle. Au 31 décembre 2009, 500 000 personnes sont vaccinés.

#### Algérie
L'Algérie annonce son premier cas de contamination du virus A H1N1 le 20 juin 2009, celui d'une femme en provenance de Miami, depuis, 68 autres cas ont été constatés et un individu a présenté les symptômes alors qu'il n'a pas quitté le territoire. Le 29 octobre 2009, l'Algérie décompte 70 cas ; le 9 décembre, l'Algérie décompte 389 cas avec 16 morts.

#### Tunisie
La Tunisie annonce trois cas de contamination du virus A H1N1 le 22 juin 2009, deux étudiantes de retours des États-Unis et une femme âgée de 38 ans.
Au 16 novembre 2009 la Tunisie compte 900 cas de contamination au virus A H1N1 et 4 morts.

#### Afrique du Sud
L'Afrique du Sud recense au 4 décembre 2009 plus de 12 000 cas de contamination au virus A H1N1 et 92 décès.

#### Maurice
L'Île Maurice recense au 15 août 2009, 38 cas de contamination dus au virus A H1N1 et 4 décès dont deux enfants.
- Au 16 août, l'île recense 6 décès

### Amérique du Nord
|                                     |  |                                                                  |
| Amérique du Nord MortsCas confirmés |  | Amérique du Nord50 000+ cas5 000+ cas500+ cas50+ cas5+ cas1+ cas |

#### Canada
| Épidémie de grippe H1N1 de 2009 au CanadaMortsCas confirmés |  | Épidémie de grippe H1N1 de 2009 au Canada50 000+ cas5 000+ cas500+ cas50+ cas5+ cas1+ cas |  | Épidémie de grippe H1N1 de 2009 au Canada1+ morts5+ morts20+ morts |
| Épidémie de grippe H1N1 de 2009 au CanadaMortsCas confirmés |  | Épidémie de grippe H1N1 de 2009 au Canada50 000+ cas5 000+ cas500+ cas50+ cas5+ cas1+ cas |  | Épidémie de grippe H1N1 de 2009 au Canada1+ morts5+ morts20+ morts |

Dix mille cent cinquante-six (10 156) cas de grippe A(H1N1) ont été confirmés au 15 juillet 2009 dans toutes les provinces et territoires (Nouvelle-Écosse, Québec, Ontario, Alberta, Saskatchewan, Manitoba, Colombie-Britannique, Nouveau-Brunswick, Ile-du-Prince-Édouard, Terre-Neuve, Yukon, Nunavut, Territoires du Nord-Ouest). À ce jour, mille cent quinze (1 115) cas ont nécessité une hospitalisation.
Le vendredi 8 mai, le premier décès lié à la grippe A (H1N1) a été annoncé en Alberta. Il s'agit d'une femme qui vivait dans le nord de la province et dont la santé était déjà déficiente.
Le 26 avril, l'administrateur en chef de la santé publique de la Nouvelle-Écosse, le docteur Robert Strang, a déclaré que le Laboratoire national de microbiologie, à Winnipeg, a confirmé tardivement le 25 avril que les quatre étudiants de la province se rétablissaient d'une version relativement modérée de la maladie. Ils sont inscrits à la King's Edgehill School à Windsor qui organise des voyages scolaires dans la péninsule du Yucatan.
Le docteur Michael Gardam, directeur du département de prévention et de contrôle des maladies infectieuses de l'Agence ontarienne de protection et de promotion de la santé, a déclaré dans une entrevue avec CBC Television qu'une épidémie de grippe porcine en Ontario, la province du Canada la plus peuplée, ne serait pas aussi sévère que l'épidémie de SRAS de 2003.
Au relevé de l'OMS du 6 juillet 2009, le Canada compte 7 983 cas de Grippe A (H1N1) et 25 morts.

#### États-Unis
| Épidémie de grippe H1N1 de 2009 aux États-Unis. Morts Cas confirmés |  | Épidémie de grippe H1N1 de 2009 aux États-Unis. 50 000+ cas5 000+ cas500+ cas50+ cas5+ cas1+ cas |  | Épidémie de grippe H1N1 de 2009 aux États-Unis. 0 morts1+ morts5+ morts20+ morts |
| Épidémie de grippe H1N1 de 2009 aux États-Unis. Morts Cas confirmés |  | Épidémie de grippe H1N1 de 2009 aux États-Unis. 50 000+ cas5 000+ cas500+ cas50+ cas5+ cas1+ cas |  | Épidémie de grippe H1N1 de 2009 aux États-Unis. 0 morts1+ morts5+ morts20+ morts |

Aux États-Unis, il a été signalé plusieurs cas de grippe A, dans plusieurs États (New York, Californie…).
93 cas ont été confirmés comme porteurs du virus. Deux décès suspects ont été annoncés, dont l'un a été officialisé comme causé par la grippe mexicaine (un enfant vivant habituellement au Mexique, venu aux États-Unis pour se faire soigner).
Le 2 mai 2009, on recense 160 cas confirmés, répartis dans 21 États, dont 50 dans l'État de New York, 28 au Texas et 13 en Californie.
Dans les cas probables, on soupçonne une personne de la délégation qui a accompagné Obama au Mexique. 300 écoles sont actuellement fermées, et les États-Unis vont acheter 13 millions de traitements et en distribuer 400 000 au Mexique.
Le 6 mai, on recense un deuxième décès dû à la grippe A.
Le 16 mai 2009, l'OMS a officiellement recensé 4 714 cas de grippe A (H1N1) et décès (deux nouveaux décès 1 en Arizona et 1 au Texas).
Le 18 mai 2009, les autorités de l'État de New York ont annoncé le décès d'un enseignant qui était dans un état critique depuis quelques jours et les CDC ont annoncé un total de 5 123 cas dans 47 États et dans la capitale Washington.
Au relevé de l'OMS du 21 mai 2009, les États-Unis compte 5 710 cas de grippe A (H1N1) et 8 morts.

#### Mexique
|                    |  |                                                  |
| MortsCas confirmés |  | 50 000+ cas5 000+ cas500+ cas50+ cas5+ cas1+ cas |

Les représentants officiels mexicains déclarent qu'il a été enregistré 1 300 cas depuis mars 2009 et font état de 81 morts, dont 20 personnes pour lesquelles il a été confirmé que le décès est lié à une nouvelle souche de grippe A du virus Influenza A du sous-type H1N1.
Au 28 avril 2009, 172 cas sont considérés comme probablement porteurs du virus. 1 995 autres cas sont suspects et restent à analyser. 152 décès ont peut-être été causés par la grippe porcine au Mexique, dont 7 cas sont sûrs,,.
Le 24 avril 2009, les écoles (de niveau pré-scolaire à universitaire), les bibliothèques, les musées, les salles de concerts, et tous les lieux publics, ont été fermés par le gouvernement à Mexico et dans les États voisins pour éviter que la maladie ne s'étende à d'autres régions.
Marcelo Ebrard, le chef du gouvernement de Mexico, a aussi demandé aux directeurs des centres nocturnes qu'ils ferment leurs établissements pour dix jours pour prévenir les infections.
José Ángel Córdova, le ministre de la Santé, a déclaré le 25 avril que les cours seront suspendus au moins pour une semaine, et qu'il faudra une dizaine de jours pour voir l'évolution du comportement du virus, et considérer d'autres mesures.
Le 30 avril 2009, le président mexicain Felipe Calderon a fait fermer les administrations et entreprises non essentielles, afin de limiter au maximum la propagation du virus.
Au relevé de l'OMS du 21 mai 2009, le Mexique compte 3 992 cas de grippe A (H1N1) et 75 morts.

### Amérique centrale et Caraïbes
|                                                                        |  |                                                                                |
| Amérique centrale et Caraïbes décès confirméscas confirméscas suspects |  | Amérique centrale et Caraïbes 50 000+ cas5 000+ cas500+ cas50+ cas5+ cas1+ cas |

#### Costa Rica

Costa Rica

Les deux premiers cas avérés ont fait du Costa Rica, le 9e pays atteint par la grippe A.
Au relevé de l'OMS du 21 mai 2009, le Costa Rica compte 20 cas de grippe A (H1N1) et 1 mort.
Le président costaricien Óscar Arias Sánchez est touché par l'épidémie.

#### Cuba

Cuba

Les autorités cubaines ont annoncé, lundi 11 mai 2009, la détection d'un premier cas officiel de grippe A (H1N1), 13 étudiants mexicains accompagnant le malade ont été testés au virus à la suite de leurs déclarations sur des symptômes grippaux.
Au relevé de l'OMS du 21 mai 2009, le Cuba compte 4 cas de grippe A (H1N1).
Le 29 mai 2009, les autorités cubaines ont annoncé que les vols vers le Mexique seraient repris, dû à la diminution du risque d'insémination de la maladie.

#### République dominicaine

République dominicaine

Le 5 juin 2009, alors que la République dominicaine compte 44 cas de grippe A (H1N1), un premier cas mortel est officialisé en la personne d'une adolescente enceinte.
Au 5 août 2009, la République dominicaine recense 1 956 cas suspects, 154 cas avéré et 5 décès dus au virus A H1N1.

#### Guatemala

Guatemala

Au relevé de l'OMS du 21 mai 2009, le Guatemala compte 4 cas de grippe A (H1N1).
Alors que le pays compte 74 cas, le 11 juin 2009, la République centre-américaine annonce le premier décès sur son territoire en la personne d'un enfant de 12 ans.

#### Honduras

Honduras

Le 22 mai 2009, la Présidence du Honduras a annoncé un premier cas de grippe A (H1N1) en la personne d'une fillette de 9 ans qui est déjà guérie.

#### Nicaragua
|           |  |           |
| Nicaragua |  | Nicaragua |

#### Panama

Panama

Au relevé de l'OMS du 21 mai 2009, le Panama compte 69 cas de grippe A (H1N1).

#### Salvador

Salvador

Au relevé de l'OMS du 21 mai 2009, le Salvador compte 6 cas de grippe A (H1N1).

#### Haïti
Au 4 août 2009, le ministère de la Santé de Haïti recense 5 cas avérés dus au virus A H1N1.

### Amérique du Sud
|                                                        |  |                              |
| Amérique du Sud MortsInfections confirméesCas suspects |  | Amérique du Sud 5+ cas1+ cas |

#### Argentine
| Argentine +100 cas+50 cas+10 cas+1 cas |  | Argentine MortsInfections confirmées |  | Argentine 1+ morts10+ morts50+ morts100+ morts |
| Argentine +100 cas+50 cas+10 cas+1 cas |  | Argentine MortsInfections confirmées |  | Argentine 1+ morts10+ morts50+ morts100+ morts |

Au relevé de l'OMS du 21 mai 2009, l'Argentine compte 1 seul et unique cas de grippe A (H1N1).
Le samedi 23 mai 2009, on compte deux cas de grippe porcine en Argentine : un Argentin revenu du Mexique (voyage touristique) fin avril et qui a guéri, et une femme revenue des États-Unis le 9 mai et a développé les symptômes de la maladie une semaine plus tard, elle est sous traitement.
Selon les derniers chiffres du ministère argentin de la Santé, 38 cas suspects de grippe porcine font toujours l'objet d'investigations.
Le 14 août 2009, le ministère de la Santé argentin affirme avoir connu 793 637 cas de grippe A, ayant mené au décès de 404 d'entre eux.
Le 8 septembre 2009 l'argentine a enregistré 465 décès à cause de la grippe A (H1N1)

#### Brésil
|                                               |  |                     |
| Brésil MortsInfections confirméesCas suspects |  | Brésil 5+ cas1+ cas |

Au relevé de l'OMS du 21 mai 2009, le Brésil compte 8 cas de grippe A (H1N1).
Le lundi 18 mai, le président brésilien, Luiz Inacio Lula da Silva, s'est rendu en visite dans la capitale chinoise pendant 3 jours, afin de favoriser la collaboration entre les deux pays, étant basée sur « le commerce, la coopération technique et la coordination dans les affaires internationales ».
Au 28 juin 2009, on compte 627 cas confirmés et la première mort due au virus est annoncée.
Le 11 août 2009, le ministre brésilien de la Santé, José Temporao, annonce 192 décès dans son pays, et ajoute que ce nombre est le double de celui de la semaine précédente.
Brésil, où la grippe porcine a tué 557, c'est le pays qui compte le plus grand nombre de décès dû au H1N1 par le monde.

#### Chili
|                                      |  |                          |
| Chili MortsCas confirmésCas suspects |  | Chili 50 cas5+ cas1+ cas |

Le premier cas de grippe porcine au Chili a été détecté le 17 mai, date à partir de laquelle l'épidémie s'est rapidement propagée. Il faut noter que le Chili étant dans l'hémisphère Sud, l'hiver débute en même temps que l'épidémie.
Le ministre chilien de la Santé, Alvaro Erazo a annoncé le premier cas officiel de grippe A (H1N1) en la personne d'une chilienne de 32 ans revenue de Punta Cana, République dominicaine avec une escale au Panama (pays très touché par le virus en nombre de cas découverts).
Au relevé de l'OMS du 21 mai 2009, le Chili compte 5 cas de grippe A (H1N1).
Le 22 mai 2009, le Gouvernement du Chili annonce (sans toutes les vérifications de l'OMS) un total de 29 cas sur son territoire.
Le 31 mai 2009, 26 nouveaux cas sont confirmés, ce qui porte à 250 le nombre total de cas dans le pays le plus touché d'Amérique du Sud, selon un bilan fourni par le ministère de la Santé.
Deux malades, un homme et une femme, sont dans un état sérieux mais stable.
La majorité des personnes contaminées ont des symptômes bénins et résident à Santiago.
Le 14 août 2009, le ministre de la Santé chilien annonce 12 104 cas de grippe A, dont 105 ont mené à la mort des malades.

#### Colombie
|          |  |          |
| Colombie |  | Colombie |

Le Ministre de la Protection sociale, Diego Palacio, a annoncé le samedi 25 avril qu'il y avait 12 cas probables du virus. Le lundi 27, le gouvernement de la Colombie a déclaré un état de «catastrophe nationale» dans le pays, à prendre des mesures pour faire face à une possible infection massive du virus dans le pays. Initialement, 20 personnes ont été en observation, qui était arrivé jours plus tôt, au Mexique et qui ont des symptômes de la grippe. Ont déjà été exclus de ces 10 cas, tandis que les 12 autres personnes encore sous observation, toutes les villes comme Bogota et Carthagène. [159] En outre, conformément à l'Organisation panaméricaine de la santé, en Colombie, il y a entre quatre et sept millions de personnes pourraient être touchées par le virus de l'influenza A H1N1. Il est également estimé que la population déplacée est la plus touchée en raison de leurs distorsions du système immunitaire causée par la malnutrition, qui est vouée à l'échec. La nuit du 2 mai a été le premier cas confirmé d'infection par le virus H1N1 en Colombie, pour un homme de 42 ans natif de Zipaquirá, qui au cours des derniers jours est venu du Mexique. Le ministre des Affaires sociales a déclaré, le matin du 3 mai, que le patient est déjà à la maison avec sa famille, et a été évalué par des spécialistes en épidémiologie. De même, le ministre, accompagné par d'autres autorités sanitaires dans le pays, a déclaré que, jusqu'à présent, «nous avons 210 avertissements, 108 cas suspects, l'un confirmé et quatre hospitalisées. Il a également annoncé que, à la fin du mois de mai de cette semaine et un diagnostic des cas de virus H1N1 dans le pays: «Jusqu'à vendredi, la semaine dernière, seulement cinq laboratoires dans le monde ont été en mesure de diagnostiquer le virus. Mais aujourd'hui nous sommes faire est d'accélérer le processus de cette semaine de nous à diagnostiquer. Des rapports récents montrent que les résultats favorables de Tamiflu contre le virus. " Ont connu 2 cas confirmés, qui sont des athlètes dans le département de Casanare. Les deux sont en convalescence dans la maison. [160]
Le ministère de la Protection sociale, a confirmé que trois autres personnes (groupe de cheerleaders de Casanare, qui sont rentrés d'Orlando en avril dernier, 29) ont été confirmés par le laboratoire de l'Institut national de la santé avec le virus de l'influenza A (H1N1). [161]
Le lundi 8 juin, 2 nouveaux cas ont été confirmés dans la ville de Barranquilla: ce sont deux hommes qui avaient voyagé à l'étranger, mais elles sont sous observation. Avec ce pays, la pleine 27 cas, tous en très bon état et de récupération.
Le 9 juin, le ministre de la Protection sociale, Diego Palacio, a confirmé dans une conférence de presse dans le pays il y a 35 cas confirmés.
Les autorités de la santé en Colombie ont confirmé ce mardi 9 juin, le décès survenant dans ce pays, provoquée par le virus A (H1N1). La victime est un jeune 24 ans qui ont été infectées à l'intérieur du pays et n'ayant pas voyagé à l'étranger. Son mari et un de ses enfants sont également infectés, telles que rapportées par la presse.
L'affaire commence à inquiéter les autorités, car elle montre la propagation de la maladie dans tout le pays. Par conséquent, le gouvernement prendra ce mardi 9 juin au soir des mesures supplémentaires afin de gérer cette situation.
Les médecins et les travailleurs de la santé qui a traité le patient, décédé, ont fait l'objet d'une surveillance spéciale. En outre, le ministère de l'Éducation a décidé de fermer deux écoles du district de la capitale pour la prévention, parce que dans l'une de ces études, le fils du couple est décédé et un autre dans le quartier où la famille du couple réside. Ces établissements seront étudiées par mesure de précaution et de confirmer si une autre personne est infectée.
Le ministre de la Protection sociale, Diego Palacio, a annoncé le samedi 25 avril qu'il y avait 12 cas probables du virus. Le lundi 27, le gouvernement de la Colombie a déclaré un état de «catastrophe nationale» dans le pays, à prendre des mesures pour faire face à une possible infection massive du virus dans le pays. Initialement, 20 personnes ont été en observation, qui était arrivé jours plus tôt, au Mexique et qui ont des symptômes de la grippe. Ont déjà été exclu de ces 10 cas, tandis que les 12 autres personnes encore sous observation, toutes les villes comme Bogota et Carthagène. [159] En outre, conformément à l'Organisation panaméricaine de la santé, en Colombie, il y a entre quatre et sept millions de personnes pourraient être touchées par le virus de l'influenza A H1N1. Il est également estimé que la population déplacée est la plus touchée en raison de leurs distorsions du système immunitaire causée par la malnutrition, qui est vouée à l'échec. La nuit du 2 mai a été le premier cas confirmé d'infection par le virus H1N1 en Colombie, pour un homme de 42 ans natif de Zipaquirá, qui au cours des derniers jours est venu du Mexique. Le ministre des affaires sociales a déclaré, le matin du 3 mai, que le patient est déjà à la maison avec sa famille, et a été évalué par des spécialistes en épidémiologie. De même, le ministre, accompagné par d'autres autorités sanitaires dans le pays, a déclaré que, jusqu'à présent, «nous avons 210 avertissements, 108 cas suspects, l'un confirmé et quatre hospitalisées. Il a également annoncé que, à la fin du mois de mai de cette semaine et un diagnostic des cas de virus H1N1 dans le pays : « Jusqu'à vendredi, la semaine dernière, seulement cinq laboratoires dans le monde ont été en mesure de diagnostiquer le virus. Mais aujourd'hui nous sommes faire est d'accélérer le processus de cette semaine de nous à diagnostiquer. Des rapports récents montrent que les résultats favorables de Tamiflu contre le virus. " Ont connu 2 cas confirmés, qui sont des athlètes dans le département de Casanare. Les deux sont en convalescence dans la maison. [160]
Le ministère de la Protection sociale, a confirmé que trois autres personnes (groupe de cheerleaders de Casanare, qui sont rentrés d'Orlando en avril dernier, 29) ont été confirmés par le laboratoire de l'Institut national de la santé avec le virus de l'influenza A (H1N1). [161]
Lundi 8 juin ont confirmé deux nouveaux cas dans la ville de Barranquilla : ce sont deux hommes qui avaient voyagé à l'étranger, mais elles sont sous observation. Avec ce pays, la pleine 27 cas, tous en très bon état et de récupération.
Le 9 juin, le ministre de la Protection sociale, Diego Palacio, a confirmé dans une conférence de presse dans le pays il y a 35 cas confirmés.
Les autorités de la santé en Colombie ont confirmé ce mardi 9 juin le décès survenant dans ce pays, provoquée par le virus A (H1N1). La victime est un jeune 24 ans qui ont été infectées à l'intérieur du pays et n'ayant pas voyagé à l'étranger. Son mari et un de ses enfants sont également infectés, telles que rapportées par la presse.
L'affaire commence à inquiéter les autorités, car elle montre la propagation de la maladie dans tout le pays. Par conséquent, le gouvernement prendra ce mardi 9 juin au soir des mesures supplémentaires afin de gérer cette situation.
Les médecins et les travailleurs de la santé qui a traité le patient, décédé, ont fait l'objet d'une surveillance spéciale. En outre, le ministère de l'Éducation a décidé de fermer deux écoles du district de la capitale pour la prévention, parce que dans l'une de ces études, le fils du couple est décédé et un autre dans le quartier où la famille du couple réside. Ces établissements seront étudiées par mesure de précaution et de confirmer si une autre personne est infectée.
Le 12 juin, le ministère de la Protection sociale a 5 nouveaux cas confirmés, 40 cas de remplir dans le pays. Il a été demandé de ne pas baisser la garde, mais se poursuivra avec les précautions ont été prises à ce jour.
Le 21 juin, confirmant le deuxième décès dans le pays et le 22 juin, le pays dispose de 71 cas de virus AH1N1.
Le président colombien lui-même, Álvaro Uribe, est touché par le virus.

#### Équateur

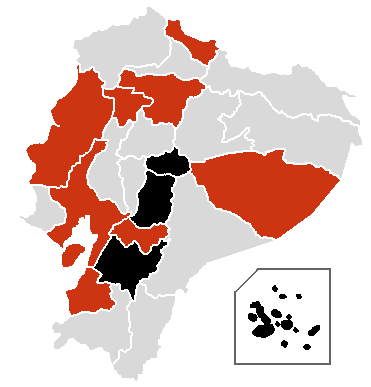
Équateur

L'Équateur compte 125 cas confirmés en laboratoire de Grippe A (H1N1) au 25 juin 2009, principalement dans la province de Guayas.

#### Paraguay

Paraguay

#### Pérou

Pérou

Le Pérou a annoncé qu'un premier cas de grippe A officiel avait été détecté sur son territoire chez une ressortissante argentine de retour du Mexique et 9 autres cas sont suspectés d'être porteurs de la même maladie dont un citoyen mexicain.
Au relevé de l'OMS du 21 mai 2009, le Pérou compte 3 cas de grippe A (H1N1).
Au relevé du 10 juin 2009, on recense 64 cas dans les provinces du Pérou.
Des premiers cas de grippe A ont été détectés chez des Indiens d'Amazonie en août 2009 chez 10 Indiens matsigenka, tous rétablis depuis, vivant près du rio Urubamba. Les populations isolées en forêt ont généralement peu d'immunité contre ce type de maladies. Des experts craignent une épidémie aux conséquences plus graves qu'en zone urbaine,.

#### Uruguay

Uruguay

#### Venezuela

Venezuela

### Asie
|                                               |  |                                                       |
| Asie décès confirméscas confirméscas suspects |  | Asie 50 000+ cas5 000+ cas500+ cas50+ cas5+ cas1+ cas |

#### Arabie saoudite
Le 3 juin 2009, l'Arabie saoudite annonce son premier cas de grippe A (H1N1) sur son territoire.

#### Arménie

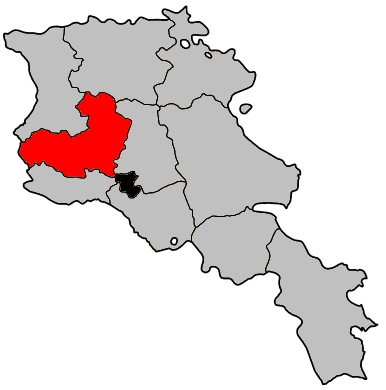
Évolution du virus H1N1 en Arménie

Le 6 novembre, selon le ministre de la santé arménien, Haroutioun Kushkian, l'Arménie ne prévoit pas encore de vacciner sa population bien que de nombreux cas suspects ont été recensés (sans qu'aucun cas avéré n'ait été détecté). Les individus entrant sur le sol Arménien doivent effectuer un dépistage. L'Arménie acquerra un stock de vaccins, mais pas dans l'immédiat. Les premiers à être vaccinés seront les personnes à risques.
Le 10 novembre 2009, les autorités arméniennes font état des premiers cas de grippe A dans le pays, chez 3 personnes, toutes arrivées de l'étranger : un iranien en provenance d'Ukraine, et deux arméniens en provenance de Moscou.
Les ministres de la Santé et de l'éducation ont décidé que les écoles arméniennes seraient fermées entre le 8 et le 19 décembre, pour cause d'une hausse de maladies respiratoires, bien que le pays compte officiellement 35 cas de grippe A.
Le 13 décembre 2009, l'Arménie enregistre ses deux premiers décès liés à la grippe A, dont l'un se trouve dans le district d'Erebouni.

#### Chine
|                                                |  |                                                        |
| Chine décès confirméscas confirméscas suspects |  | Chine 50 000+ cas5 000+ cas500+ cas50+ cas5+ cas1+ cas |

L'Administration générale du contrôle de la qualité, de l'inspection et de la quarantaine (AQSIQ) de Chine a émis une notification d'urgence le soir du 26 avril demandant que les voyageurs revenant des secteurs affectés par la grippe éprouvant des symptômes grippaux jusqu’à deux semaines plus tard soient mis en quarantaine. Le ministère de la Santé a initié des mesures préventives et une coopération avec l’OMS et les départements appropriés du gouvernements du Mexique et des États-Unis pour aider à contenir l'épidémie. Selon Wang Jing de l'Inspection de Chine et selon l'Institut de recherche de science de quarantaine, les mesures déjà en place en Chine contre la grippe aviaire sont suffisantes pour cette nouvelle maladie.
Le 10 mai 2009, les médias officiel de la Chine annoncent un premier cas officiel de grippe A H1N1 en « Chine continentale », dans la province du Sichuan.
Le 17 mai 2009, un troisième cas en Chine est détecté sur le territoire de la Commune de Pékin sur une jeune étudiante chinoise qui poursuit ses études à New York.
Au relevé de l'OMS du 21 mai 2009, la Chine compte 8 cas de grippe A (H1N1) (6 en Chine continentale, 1 à Taïwan et 1 à Hong Kong).

#### Corée du Sud
Au relevé de l'OMS du 21 mai 2009, la Corée du Sud compte 3 cas de Grippe A (H1N1).
Le 15 août 2009, la république de Corée du Sud annonce avoir détecté plus de 2 000 cas confirmés et son premier décès en la personne d'un quinquagénaire revenant de Thaïlande.

#### Hong Kong

Hong Kong
Cas confirmés

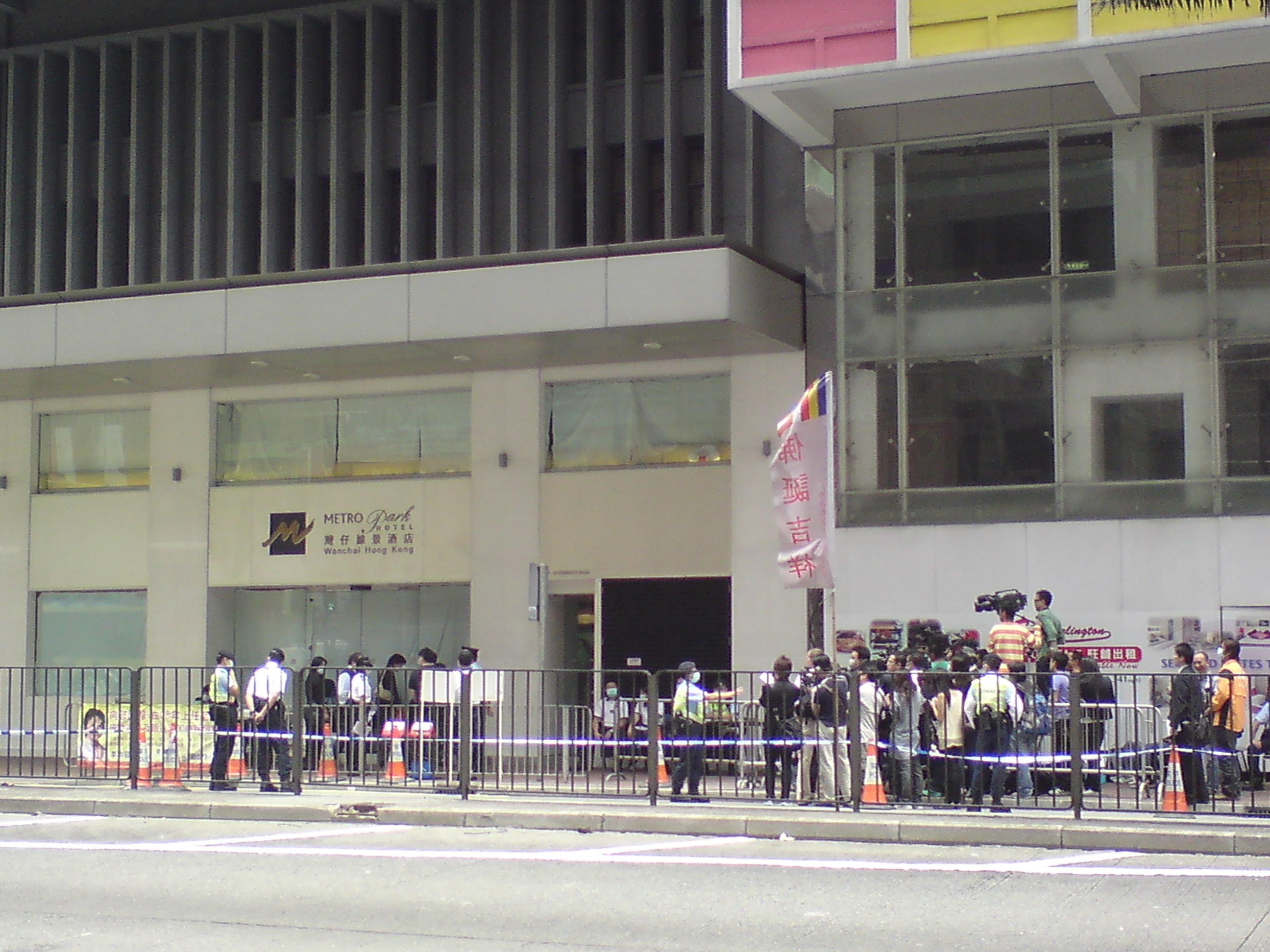
L'hôtel Metropark Wanchai sous quarantaine

Le 1er mai 2009, un cas de grippe A a été confirmé à Hong Kong et aussi le premier dans l'Extrême-Orient ayant été testé par l'université de Hong Kong et le département de santé de Hong Kong.
Le patient mexicain, qui avait voyagé avec deux amis de Mexico vers Hong Kong avec une escale à l'aéroport de Shanghai, est arrivé à Hong Kong le 30 avril. L'hôtel dans lequel cette personne dormait a été fermé par la police et les officiels du centre de la protection sanitaire. Après que le cas eut été confirmé en laboratoire, le chef exécutif, Donald Tsang a relevé le niveau de sérieux à urgent. Hong Kong a déclaré que les voyageurs qui reviennent des secteurs affectés présentant de la fièvre seraient mis en quarantaine.
Le 2 mai 2009, un nombre de 12 clients de l'hôtel Metropark qui n'étaient pas disposés à rester dans l'hôtel ont été déplacés au village de vacances Lady MacLehose à Sai Kung.
Cette partie sur Hong Kong est la traduction de l'article en anglais et donc les sources sont exactement les mêmes que celle de l'article en anglais

#### Inde

Situation en Inde
Morts
Cas confirmés

Les Autorités de l'État autonome de l'Andhra Pradesh et les Autorités centrales indiennes ont annoncé le premier cas sur le territoire de la commune de Hyderabad en la personne d'une jeune homme de 23 ans arrivé de New York.
Au relevé de l'OMS du 21 mai 2009, l'Inde compte un seul cas de grippe A (H1N1).
À la date du 7 juin 2009, le décompte officiel est de 10 personnes infectées, dont plusieurs cas de transmission directe d'homme à homme
Le 3 août 2009, l'Inde connait son premier décès dû à la grippe A(H1N1). Le recensement effectué par le gouvernement indien totalise 558 cas à cette date.

#### Indonésie
Selon certains médias, la ministre indonésienne de la santé Siti Fadilah Supari aurait conjecturé que le virus aurait pu avoir été génétiquement engendré. Elle avait accusé auparavant les gouvernements occidentaux de la création et prolifération de virus afin d'augmenter les revenus des entreprises pharmaceutiques. Selon d'autres médias, elle aurait cependant nié avoir tenu de tels propos.

#### Israël

Israël
Cas confirmés
Morts

Un deuxième cas de grippe A (H1N1) a été confirmé le 28 avril 2009 en Israël sur un Israélien de 49 ans rentré du Mexique, a annoncé la radio israélienne quelques heures après la confirmation officielle d'un premier cas.
Au relevé de l'OMS du 21 mai 2009, Israël compte 7 cas de grippe A (H1N1).
Au 17 août 2009, le gouvernement a recensé 2331 cas de grippe A(H1N1), qui a fait neuf morts.

#### Japon

Japon

Les Autorités sanitaires ont dénombré le 16 mai 2009, huit nouveaux cas sur des lycéens de Kōbe et le lendemain, 13 nouveaux cas sont officialisés dans les préfectures d'Osaka et d'Hyogo (Kōbe), le pays dénombre donc un total de 25 cas confirmés alors qu'il se pourrait que les cas dénombrés dimanche soit des transmissions d'homme à homme hors du continent nord-américain : ce qui pourrait forcer l'OMS a passer à la phase 6 du plan de pandémie ce qui ferait de la grippe A (H1N1) la première grande pandémie grippale mondiale du XXIe siècle.
Dans la soirée de ce 16 mai, les autorités ont annoncé 65 nouveaux cas, dus à des contaminations dans le pays - la grippe A (H1N1) ayant été transmise par contact inter-humain sur le territoire du Japon.
Le 18 mai 2009, dans la matinée, sur d'autres élèves des écoles déjà durement touchées hier par la grippe A (H1N1), 49 nouveaux cas confirmés (soit un nouveau total de 129 cas; le fait que le virus touche principalement les étudiants de deux lycées dans les villes de Osaka et Kōbe semble dû au fait que la contamination d'un lycée vers l'autre ai eu lieu lors d'un match de volley-ball.
Au relevé de l'OMS du 21 mai 2009, le Japon compte 259 cas de grippe A (H1N1).
Le 15 août 2009, alors que toutes les Préfectures du Japon sont touchées par le virus de la Grippe A (H1N1), le Pays annonce son premier décès en la personne d'un quinquagénaire vivant dans la Préfecture d'Okinawa.

#### Jordanie
Le royaume, par précaution, suspend ses importations de porc, par crainte d'une propagation de l'épidémie de grippe porcine. Le ministère jordanien de l'agriculture a par ailleurs envoyé des inspecteurs dans les sites d'élevage de cochons domestiques.

#### Malaisie
Au relevé de l'OMS du 21 mai 2009, la Malaisie compte deux cas de grippe A (H1N1).

#### Philippines

Philippines

#### Taïwan
Taïwan a déclaré que les voyageurs qui reviennent des secteurs affectés présentant de la fièvre seraient mis en quarantaine.

#### Thaïlande

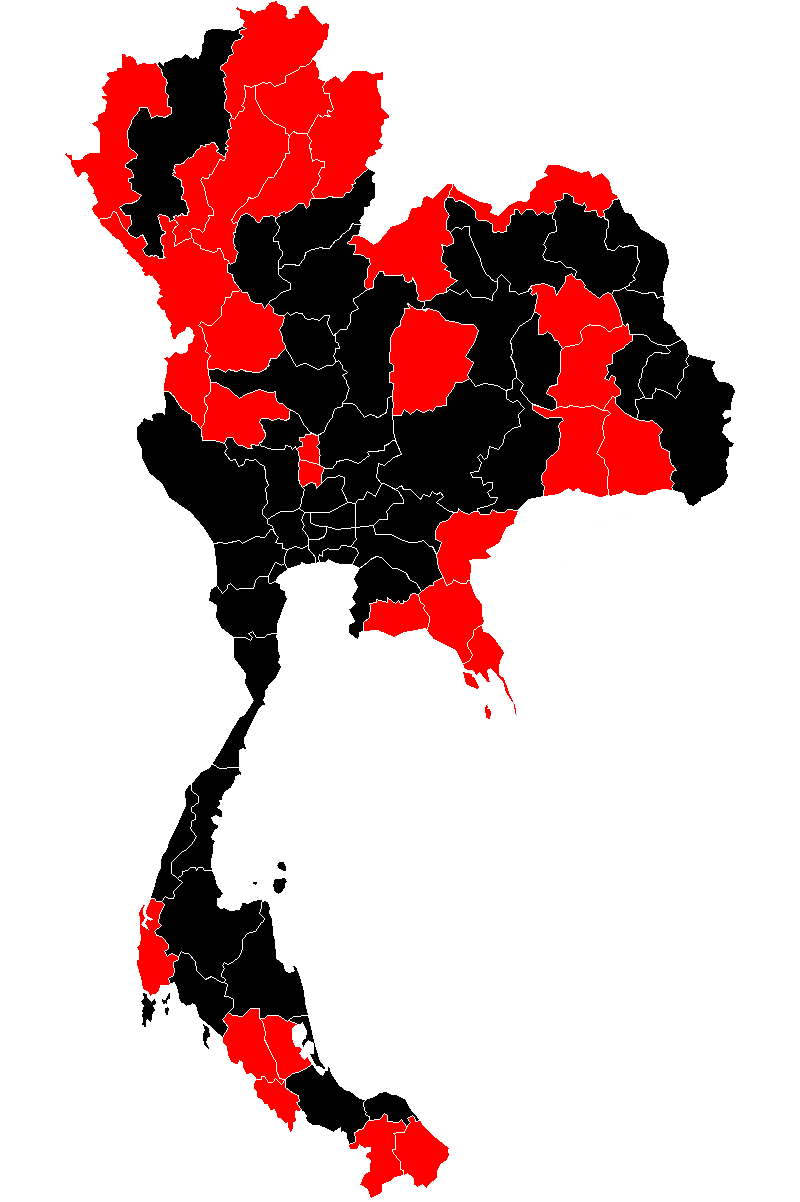
Thaïlande

Le 12 mai 2009, le Premier ministre de la Thaïlande a annoncé le premier cas officiel de grippe A (H1N1) à la suite d'un test effectué en interne et ensuite un test de vérification effectué par le Centre de contrôle et de prévention des maladies (CDC) confirmant la prime analyse.
La Thaïlande devient donc le 31e pays touché par la grippe A (H1N1).
Au relevé de l'OMS du 21 mai 2009, la Thaïlande compte 2 cas de grippe A (H1N1).

#### Turquie
Les Autorités de l'aéroport turc d'Istanbul et le gouvernement ont annoncé la détection d'un premier cas sur le territoire de la République turque sur un soldat qui est parti des États-Unis pour se rendre en Irak.
Au relevé de l'OMS du 21 mai 2009, la Turquie compte 2 cas de grippe A (H1N1).
L'actrice turque Müjgan Gönül fait partie des personnes touchées par l'épidémie

#### Albanie

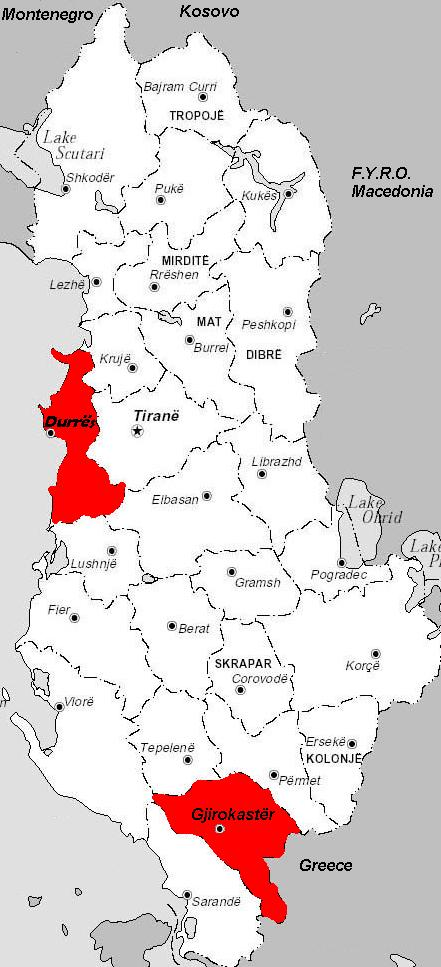
Albanie

### Europe
|                                        |  |                                                   |
| MortsInfections confirméesCas suspects |  | 50 000+ cas 5 000+ cas500+ cas50+ cas5+ cas1+ cas |

#### Allemagne
|                                          |  |                                                             |
| Allemagne MortsCas confirmésCas suspects |  | Allemagne 50 000+ cas 5 000+ cas500+ cas50+ cas5+ cas1+ cas |

Les ministres-présidents des États-Régions de Hambourg et Bavière ont annoncé la détection officielle de 3 cas, les 3 seuls cas allemands pour le moment de la « grippe mexicaine ».
Le 5 mai 2009, il y a 9 cas confirmés en Allemagne.
Au relevé de l'OMS du 21 mai 2009, l'Allemagne compte 14 cas de grippe A (H1N1).

#### Autriche

Autriche

L'Autriche a confirmé dans l'après-midi du 29 avril 2009 un cas avéré de grippe mexicaine sur une femme de 28 ans revenant du Guatemala avec une escale au Mexique, alors que cinq cas suspects sont encore étudiés.
Au relevé de l'OMS du 21 mai 2009, l'Autriche compte 1 seul et unique cas de Grippe A (H1N1).

#### Belgique
Un premier cas de grippe A (H1N1) a été confirmé en Belgique le 13 mai 2009 chez un homme de 28 ans vivant dans la région de Gand après un voyage aux États-Unis.
Le 15 mai 2009, il y a quatre cas confirmés en Belgique.
Au relevé de l'OMS du 19 juin 2009, la Belgique compte 19 cas de Grippe A (H1N1).
Le 30 juillet 2009, la Belgique annonce son premier décès.
Le 16 août 2009, 2 353 cas sont dénombrés, dont 746 pendant la semaine écoulée.
Au dernier relevé du 29 octobre 2009, 76 964 personnes ont été contaminées en Belgique. Au total, 7 personnes y sont décédées de complications liées à cette maladie.
Les derniers chiffres relevés par les médecins vigies donnent au 5 novembre 2009 un nombre approximatif de 127 379 personnes contaminées en Belgique (donc 62 % de plus que la semaine précédente). Au total, 11 personnes y sont décédées de complications liées à cette maladie.

#### Chypre
Le 30 mai 2009, la république de Chypre a annoncé son premier cas de grippe A (H1N1 sur son territoire).

#### Danemark
Au relevé de l'OMS du 21 mai 2009, le Danemark compte 1 seul et unique cas de grippe A (H1N1).

#### Espagne

Espagne

Le 27 avril 2009, un premier cas de grippe porcine a été confirmé en Espagne, chez un jeune homme de 23 ans ayant voyagé au Mexique. Il s'agit du premier cas détecté en Europe. 20 autres cas sont en cours de vérification en Espagne.
Le 29 avril 2009, la presse a confirmé la détection d'un cas de grippe porcine chez une personne qui n'était pas allé au Mexique. Il s'agit de la femme d'un homme qui était allé au Mexique.
Le 12 mai 2009, La ministre espagnole de la Santé a annoncé que le pays comptait 100 cas officiel de grippe A (H1N1).
Au relevé de l'OMS du 21 mai 2009, l'Espagne compte 111 cas de grippe A (H1N1).
Le 30 juin 2009, l'Espagne confirme son premier mort.
969 cas de grippe A H1N1 confirmés en Espagne. (10 juillet 2009) 

#### Estonie

Estonie

#### Finlande
Le 12 mai 2009, les Autorités Sanitaires et le gouvernement d'Helsinki ont annoncé que la Finlande était à son tour touchée par la grippe A (H1N1) qui a été contractée par deux Finlandais de retour de vacances au Mexique, les deux citoyens sont des habitants de la Région de Finlande de l'Uusimaa.
Au relevé de l'OMS du 21 mai 2009, la Finlande compte 2 cas de grippe A (H1N1).

#### France

Situation en France métropolitaine

#### Grèce
Les Autorités Grecques ont annoncé le premier cas confirmé de grippe A (H1N1) sur son territoire en la personne d'un jeune Grec de 19 ans rentré des États-Unis, le jeune malade a été confirmé dans l'un des deux hôpitaux d'Athènes pouvant accueillir et détecter facilement les malades de cette maladie et peut gérer un isolement prolongé de nombreux patients. La Grèce devient le 41e État touché dans le monde par la grippe A (H1N1).
Au relevé de l'OMS du 21 mai 2009, la Grèce compte 1 seul et unique cas de grippe A (H1N1).

#### Irlande
Au relevé de l'ECDC du 24 juillet 2009, l'Irlande compte 194 cas de grippe A (H1N1).

#### Italie

Italie

Au relevé de l'OMS du 21 mai 2009, l'Italie compte 10 cas de grippe A (H1N1).

#### Kosovo

Kosovo et Serbie

#### Norvège
|                                                           |  |  |
| Norvège 50 000+ cas 5 000+ cas500+ cas50+ cas5+ cas1+ cas |  |  |

Au relevé de l'OMS du 21 mai 2009, la Norvège compte 3 cas de grippe A (H1N1).

#### Pays-Bas
Le ministre néerlandais de la Santé Ab Klink a annoncé, jeudi 30 avril 2009, qu'un enfant de trois ans avait été infecté par le virus de la grippe porcine (dite aussi « grippe mexicaine » ou "grippe A(H1N1)"), constituant le premier cas humain confirmé aux Pays-Bas.
Au relevé de l'OMS du 21 mai 2009, les Pays-Bas compte 3 cas de grippe A (H1N1).

#### Pologne

Pologne

Ewa Kopacz, ministre de la Santé de Pologne, a annoncé le 6 mai qu'un peu avant 19h00, les Services sanitaires nationaux ont détecté le premier cas officiel de grippe A (H1N1) chez une Polonaise de 58 ans.
Au relevé de l'OMS du 21 mai 2009, la Pologne compte 2 cas de grippe A (H1N1).

#### Portugal

Portugal

La ministre de la santé portugaise, Ana Jorge, a annoncé qu'une femme de 30 ans rentrée récemment du Mexique avait bien été contaminée par la grippe A. Elle en est remise mais reste en quarantaine chez elle. Les autorités ont identifié toutes les personnes en contact avec cette femme depuis son retour du Mexique.
Par mesure de précaution, toutes les personnes revenant du Mexique sont prises en chage par les services sanitaires à bord de l'avion.
Un autre cas suspect est en cours d'analyses.
Au relevé de l'OMS du 21 mai 2009, le Portugal compte 1 seul et unique cas de grippe A (H1N1).
Un deuxième cas, dans le nord du pays, a été identifié le 2 juin 2009.
Au 3 juillet 2009 le Portugal compte 23 cas concentrés dans les régions de Lisbonne, Coimbra et Porto ainsi qu'un cas aux Açores. Selon les autorités portugaises tous les sujets sont en bonne santé et ne présentent aucun signe inquiétant.
Le 12 juillet le Portugal compte 7 nouveaux cas, qui porte à 86 le nombre de personnes infectées par la grippe A. Un athlète brésilien qui participe aux Jeux de la lusophonie à Lisbonne a été détecté porteur du virus et un navire portugais a été mis en quarantaine dans un port britannique.
Au 14 août 2009 sont recensés 1061 cas de grippe A, qui n'ont toutefois occasionné aucun décès.
Au 2 septembre 2009, le Portugal compte 2 244 cas mais aucun décès lié à la grippe A.
Le 24 septembre 2009, la ministre de la santé annonce le premier décès lié à la grippe A à Porto. Le patient, un Portugais vivant en France et actuellement en vacances dans le pays est décédé ce jour. Le patient était en insuffisance rénale.

#### Roumanie

Roumanie

À la fin d'octobre en Roumanie ont été 1001. Aucun accident mortel.

#### Royaume-Uni
| Royaume-Uni Morts500+ cas50+ cas5+ cas1+ cas |  | Royaume-Uni MortsInfections confirméesCas suspects |  | Royaume-Uni 0 morts1+ morts5+ morts20+ morts100+ morts |
| Royaume-Uni Morts500+ cas50+ cas5+ cas1+ cas |  | Royaume-Uni MortsInfections confirméesCas suspects |  | Royaume-Uni 0 morts1+ morts5+ morts20+ morts100+ morts |

Au relevé de l'OMS du 21 mai 2009, le Royaume-Uni compte 109 cas de grippe A (H1N1). Le 30 juin 2009, le Royaume-Uni compte deux décès, une jeune femme et un homme de 76 ans tous deux en Écosse. Selon un article du Figaro, il y aurait eu 55 000 contaminés la semaine du 13 au 19 juillet 2009. Au 24 juillet, les journaux télévisés rapportent 100 000 contaminations dans la semaine écoulée. L'un d'entre eux rapporte le cas d'une patiente écossaise envoyée en Scandinavie pour cause de manque de lits réservés aux malades de la grippe A en Écosse.
L'acteur britannique Rupert Grint fait partie des personnes touchées par l'épidémie.

#### Serbie

Serbie et Kosovo

#### Russie
Revenu des États-Unis, un citoyen russe a été hospitalisé dans la clinique des maladies infectieuses no 1 de Moscou[Quand ?], il est officiellement le premier cas avéré de grippe A (H1N1) sur le territoire de la fédération de Russie.

#### Suède
Au relevé de l'OMS du 21 mai 2009, la Suède compte 3 cas de grippe A (H1N1).
Le 31 août 2009, un communiqué de l'hôpital d'Uppsala annonce le premier décès d'un habitant de la Scandinavie atteinte de la grippe A (H1N1) en la personne d'un homme d'une trentaine d'années.

#### Suisse

Situation en Suisse
Morts
Cas confirmés

Un voyageur avait été infecté par le virus au Mexique avant de revenir à Baden, dans le canton d'Argovie, ce qui a été annoncé le 30 avril,. Il s'agit du premier suisse à avoir été contaminé par le virus.
Le premier cas de transmission à l'intérieur du pays est confirmé dans le canton de Vaud le 5 juin 2009, il y avait alors quatorze cas confirmés en Suisse.
Le 18 novembre 2009, les autorités cantonales de Bâle-Campagne annoncent le premier décès officiel dû à la grippe A (H1N1) en la personne d'un nourrisson. Les vaccinations de masse débutent le 23 novembre 2009. Le 22 décembre 2009, l'OFSP annonce les deux premiers cas de résistance à l'oseltamivir (tamiflu) sur des patients qui avaient été hospitalisés.
En tout, au moins 13 126 Suisses ont été infectés par cette maladie (l'OFSP estime que 1 à 1,5 million de Suisses ont été contaminés par le virus de la grippe A (H1N1) depuis le début de la pandémie), 480 personnes ont été hospitalisées dont 87 aux soins intensifs et 16 personnes en sont décédées.
Les seize décès ont eu lieu dans plusieurs cantons : Zurich (3 décès), Bâle-Campagne (1), Berne (1), Genève (1), Obwald (1), Valais (1) et Vaud (1). Sept décès ne sont pas localisés.
| Semaine                            | Cas confirmés durant la semaine | Décès confirmés durant la semaine | Nbr. cumulatif des cas | Total des décès |
| ---------------------------------- | ------------------------------- | --------------------------------- | ---------------------- | --------------- |
| 20 au 26 avril 2009                | 3                               | -                                 | 3                      | -               |
| 27 avril au 3 mai 2009             | 6                               | -                                 | 9                      | -               |
| 4 au 10 mai 2009                   | 1                               | -                                 | 10                     | -               |
| 11 au 17 mai 2009                  | 1                               | -                                 | 11                     | -               |
| 18 au 24 mai 2009                  | 8                               | -                                 | 19                     | -               |
| 25 au 31 mai 2009                  | 4                               | -                                 | 23                     | -               |
| 1er juin au 7 juin 2009            | 16                              | -                                 | 39                     | -               |
| 8 au 14 juin 2009                  | 5                               | -                                 | 44                     | -               |
| 15 au 21 juin 2009                 | 14                              | -                                 | 58                     | -               |
| 22 au 28 juin 2009                 | 32                              | -                                 | 90                     | -               |
| 29 juin au 5 juillet 2009          | 56                              | -                                 | 146                    | -               |
| 6 au 12 juillet 2009               | 82                              | -                                 | 228                    | -               |
| 13 au 19 juillet 2009              | 124                             | -                                 | 352                    | -               |
| 20 au 26 juillet 2009              | 113                             | -                                 | 465                    | -               |
| 27 juillet au 2 août 2009          | 113                             | -                                 | 578                    | -               |
| 3 au 9 août 2009                   | 133                             | -                                 | 711                    | -               |
| 10 au 16 août 2009                 | 157                             | -                                 | 868                    | -               |
| 17 au 23 août 2009                 | 138                             | -                                 | 1 006                  | -               |
| 24 au 30 août 2009                 | 67                              | -                                 | 1 073                  | -               |
| 31 août au 6 septembre 2009        | 65                              | -                                 | 1 138                  | -               |
| 7 au 13 septembre 2009             | 26                              | -                                 | 1 164                  | -               |
| 14 au 20 septembre 2009            | 53                              | -                                 | 1 217                  | -               |
| 21 au 27 septembre 2009            | 48                              | -                                 | 1 265                  | -               |
| 28 septembre au 4 octobre 2009     | 42                              | -                                 | 1 307                  | -               |
| 5 au 11 octobre 2009               | 40                              | -                                 | 1 347                  | -               |
| 12 au 18 octobre 2009              | 45                              | -                                 | 1 392                  | -               |
| 19 au 25 octobre 2009              | 121                             | -                                 | 1 513                  | -               |
| 26 octobre au 1er novembre 2009    | 324                             | -                                 | 1 837                  | -               |
| 2 au 8 novembre 2009               | 810                             | -                                 | 2 647                  | -               |
| 9 au 15 novembre 2009              | 1 709                           | 1                                 | 4 356                  | 1               |
| 16 au 22 novembre 2009             | 2360                            | 2                                 | 6716                   | 3               |
| 23 au 29 novembre 2009             | 2 072                           | 4                                 | 8 788                  | 7               |
| 30 novembre au 6 décembre 2009     | 1 702                           | 1                                 | 10 490                 | 8               |
| 7 au 13 décembre 2009              | 1 242                           | 1                                 | 11 732                 | 9               |
| 14 au 20 décembre 2009             | 676                             | -                                 | 12 408                 | 9               |
| 21 au 27 décembre 2009             | 418                             | 3                                 | 12 826                 | 12              |
| 28 décembre 2009 au 3 janvier 2010 | 300                             | 2                                 | 13 126                 | 14              |

#### Ukraine
Durant le mois de novembre 2009, l’Ukraine avait été paralysé par l'épidémie qui a touché près de 1,6 million de personnes. Plus de 97 000 malades avaient dû être hospitalisés et 388 avaient succombé. Le ministère de la santé a alors acheter en urgence des millions de doses à la société d’import-export de médicaments Olden Group, enregistrée au Belize, qui surfacture ceux-ci de près de 50 millions de dollars américains.

### Océanie

#### Australie
Après le cas découvert dans l'État du Queensland le 9 mai 2009, deux nouveaux cas ont été officialisés le 20 mai 2009 :
- un à Sydney, État de Nouvelle-Galles du Sud, en la personne d'une femme rentrée des États-Unis alors que sa grippe était en voie de guérison dès son retour ;
- un dans l'État de Victoria en la personne d'un enfant de 9 ans.

Au relevé de l'OMS du 21 mai 2009, l'Australie comptait trois cas de grippe A (H1N1). Au 1er juin 2009, l'Australie compte un total de 401 cas (+99 en une seule journée) et devient le pays le plus touché dans la région Asie-Pacifique devant le Japon, le seul État de Victoria compte 306 des 401 cas du pays.
|                                                  |  |                           |
| 50 000+ cas5 000+ cas500+ cas50+ cas5+ cas1+ cas |  | 1+ morts5+ morts20+ morts |

#### Nouvelle-Zélande
|                                |  |                                                  |
| MortsCas confirmésCas suspects |  | 50 000+ cas5 000+ cas500+ cas50+ cas5+ cas1+ cas |

La Nouvelle-Zélande compte : 3 cas officiels de grippe A, 11 cas « très probables », 20 cas « probables » et 148 autres personnes en quarantaine.
Le 2 mai 2009, on recense quatre cas confirmés et 116 cas suspects. L'arrivée de l'hiver dans l'hémisphère Sud pourrait aggraver l'épidémie de grippe A (H1N1).
Au relevé de l'OMS du 21 mai 2009, la Nouvelle-Zélande compte neuf cas de grippe A (H1N1).